# Стафида
Стафидата (от гр. σταφίδα) представлява гроздов плод, който е изсушен, след като е набран от растението. Стафидите имат вкус, наподобяващ прясното грозде, но са по-сладки. Произвеждат се в много региони по света. Стафидите могат да се ядат сурови или да се използват в готварството, печивата и в пивоварството. Във Великобритания, Ирландия, Австралия, и Канада думата raisin е запазена за изсушеното едро тъмно грозде, заедно със sultana, което от своя страна представлява изсушено бяло грозде сорт султанина, и currant, което е изсушено дребно грозде без семки от тип Черен Коринт.
Количеството на захари в стафидите варира от 67 до 72% от теглото, повечето от които са фруктоза и глюкоза. Те също съдържат около 3% протеин и 3,5% диетично влакно. Стафидите, подобно на сушените сливи и кайсиите, съдържат голямо количество антиоксиданти, но по-ниско съдържание на витамин C в сравнение с прясното грозде. Стафидите имат ниско съдържание на натрий и не съдържат холестерол.
Стафидите могат да причинят бъбречна недостатъчност при кучетата. Причината за това не е ясна.
Проучвания, представени в Американския колеж по кардиология през 2012 г. сочат, че при хора със слабо повишено кръвното налягане редовната консумация на стафиди (по три пъти на ден) може значително да намали кръвното налягане.

## Захарност
Стафидите са сладки заради високото съдържание на захари (около 30 g фруктоза и 28 g глюкоза в 100 g стафиди). Захарите могат да кристализират вътре в самия плод, след дълъг период, правейки сухите стафиди твърди, но това не засяга тяхната хранителна стойност. Тези захарни зрънца могат да бъдат разтворени чрез бланширане на плода в гореща вода или други течности.
Класове стафиди в САЩ
- Тип А – цветът е добър и ароматът е характеристика на стафидите. Тези стафиди показват характеристики на развитие свидетелствуващ за факта, че те са приготвени от добре отгледано грозде (съдържащо не по-малко от 80% вода). Преработените стафиди съдържат по-малко от 19% влага.
- Тип B – цветът и вкусът са доста добри. Тези стафиди показват характеристики на порастване, които подчертават факта, че стафидите са били приготвени от приемливо добре отгледано грозде с минимално съдържание на вода от 70%. Тези стафиди също съдържат по-малко от 19% влага.
- Тип C – цветът и вкусът са доста добри. Тези стафиди показват характеристики на порастване на стафидите, приготвени от доста добре отгледано грозде, съдържащо най-малко 55% вода. Тези стафиди съдържат по-малко от 19% влага.
- Под нормата – стафиди, които не отговарят на изискванията за тип C.

## Приложения
Стафидите най-често се използват за самостоятелна консумация или влизат в състава на разнообразни сладкиши (например кексове). Поставят се и в мюсли.